# توازن ظریف
توازن ظریف (انگلیسی: A Delicate Balance) نام نمایش‌نامه‌ای از ادوارد آلبی نمایش‌نامه‌نویس نامدار آمریکایی است که برای نخستین بار در سال ۱۹۶۶ در نیویورک بر روی صحنه رفت. این اثر جایزه پولیتزر را برای آلبی به ارمغان آورد، جایزه‌ای که آلبی دو بار دیگر موفق به دریافت آن شد.

این نمایشنامه، داستان زوجی با نام اگنس و توبیاس را روایت می‌کند که میزبان دختر ۳۶ ساله خود جولیا هستند که به تازگی برای چهارمین بار طلاق گرفته‌است. در حالی که هری و ادنا از دوستان قدیمی خانواده مهمان آن‌ها هستند، کلر خواهر الکلی اگنس نیز در خانه آنها زندگی می کند